# 1729
1729 (MDCCXXIX) byl rok, který dle gregoriánského kalendáře započal sobotou.

## Události
- Jezuita Antonín Koniáš vydal seznam zakázaných knih – Klíč kacířské bludy k rozeznání otvírající. Českých knih bylo na seznamu 1233.
- 19. března – Papež Benedikt XIII. svatořečil Jana Nepomuckého.

### Probíhající události
- 1718–1730 – Tulipánová éra
- 1727–1729 – Anglo-španělská válka

## Vědy a umění
- 15. dubna (Velký pátek) – premiéra Matoušových pašijí Johanna Sebastiana Bacha v kostele sv. Tomáše v Lipsku

## Narození

### Česko
- 29. června – Antonín Theodor Colloredo-Waldsee, olomoucký arcibiskup a kardinál († 12. září 1811)
- 24. července – Jakub Teplý, sochař a řezbář († 20. února 1802)
- 20. prosince – František Xaver Pokorný, houslista a skladatel († 2. července 1794)

### Svět

Kateřina Veliká (* 2. května)

- 10. ledna – Lazzaro Spallanzani, italský kněz, biolog a psycholog († 12. února 1799)
- 12. ledna – Edmund Burke, britský politik, politický teoretik a filozof anglo-irského původu († 9. července 1797)
- 22. ledna – Gotthold Ephraim Lessing, německý básník, kritik, spisovatel a filozof († 15. února 1781)
- 23. ledna – Clara Reevová, anglická spisovatelka († 3. prosince 1807)
- 13. dubna – Thomas Percy, anglický biskup a básník († 30. září 1811)
- 22. dubna – Michael Hillegas, první ministr financí USA († 29. září 1804)
- 2. května – Kateřina Veliká, ruská carevna († 17. listopadu 1796)
- 4. května
  - Florian Leopold Gassmann, rakouský skladatel a varhaník, narozený v Čechách († 20. ledna 1774)
  - Louis-Antoine de Noailles, kardinál, arcibiskup pařížský (* 27. května 1651)
- 12. května – Michael von Melas, rakouský generál († 31. května 1806)
- 22. května – Giuseppe Parini, italský básník, kněz a politik († 15. srpna 1799)
- 4. září
  - Ludvík Ferdinand Bourbonský, syn francouzského krále Ludvíka XV. († 20. prosince 1765)
  - Juliana Marie Brunšvická, dánská a norská královna († 10. října 1796)
- 6. září – Moses Mendelssohn, německý židovský učenec a filozof († 4. ledna 1786)
- 16. října – Pierre Van Maldere, belgický houslista a skladatel († 1. listopadu 1768)
- 22. října – Johann Reinhold Forster, německý pastor a ornitolog († 9. prosince 1798)
- 5. listopadu – Carlo Mondini, italský biolog a lékař († 4. září 1803)
- 11. listopadu – Louis Antoine de Bougainville, francouzský důstojník a mořeplavec († 31. srpna 1811)
- 24. listopadu – Alexandr Vasiljevič Suvorov, ruský vojevůdce († 18. května 1800)
- neznámé datum
  - John Cunningham, irský básník a dramatik († 18. září 1773)
  - Frederick Cavendish, britský polní maršál a člen šlechtické rodiny Cavendishů († 21. října 1803)

## Úmrtí

### Česko
- 15. května – František Julián von Braida, kanovník (* 7. března 1654)
- 2. července – Ondřej Filip Quitainer, sochař a řezbář (* 30. listopadu 1679)
- 14. listopadu – Jan Sturmer, olomoucký sochař (* 1675)

### Svět
- 31. ledna – Jacob Roggeveen, nizozemský admirál a průzkumník (pokřtěn 1. února 1659)
- 21. března – John Law, skotský ekonom (pokřtěn 21. dubna 1671)
- 27. března – Leopold Josef Lotrinský, vévoda lotrinský (* 11. září 1679)
- 15. dubna – Marie Anna Kateřina z Oettingen-Spielbergu, kněžna z Lichtenštejna (* 21. září 1693)
- 17. května – Samuel Clarke, britský teolog a filozof (* 11. října 1675)
- 4. června – William Cavendish, 2. vévoda z Devonshiru, britský státník a šlechtic (* 1672)
- 25. června – Peregrine Osborne, 2. vévoda z Leedsu, britský admirál a šlechtic (* 1659)
- 27. června – Élisabeth Jacquet de La Guerre, francouzská hudební skladatelka a cembalistka (* 17. března 1665)
- 1. července – Gottlieb Wernsdorf, německý teolog (* 25. února 1668)
- 5. srpna – Thomas Newcomen, vynálezce jednoho z prvních typů parního stroje (* 1663)
- 17. září – François Noël, valonský misionář v Číně, astronom a matematik (* 18. srpna 1651)
- 23. listopadu – Alexandr Danilovič Menšikov, ruský státník a vojevůdce (* 16. listopadu 1673)

## Hlavy států
- Dánsko-Norsko – Frederik IV. (1699–1730)
- Francie – Ludvík XV. (1715–1774)
- Habsburská monarchie – Karel VI. (1711–1740)
- Osmanská říše – Ahmed III. (1703–1730)
- Polsko – August II. (1709–1733)
- Portugalsko – Jan V. (1706–1750)
- Prusko – Fridrich Vilém I. (1713–1740)
- Rusko – Petr II. (1727–1730)
- Španělsko – Filip V. (1724–1746)
- Švédsko – Frederik I. (1720–1751)
- Velká Británie – Jiří II. (1727–1760)
- Papež – Benedikt XIII. (1724–1730)
- Japonsko – Nakamikado (1709–1735)
- Perská říše – Tahmásp II. (1722–1732)